# 行政院國家發展基金管理會
行政院國家發展基金管理會為行政院任務編組之非營業循環預算基金之管理單位，負責行政院國家發展基金之收支、保管及運用。

## 歷史
- 1965年4月28日，行政院核定《行政院中美經濟社會發展基金管理委員會組織規程》，設立行政院中美經濟社會發展基金管理委員會，辦理中美經濟社會發展基金之管理與運用事宜。
- 1973年，行政院依據《獎勵投資條例》第84條規定，依特別預算程序設置行政院開發基金，並以公營事業民營化之收入及國庫撥款為資金來源。
- 2005年10月21日，行政院訂定發布《行政院國家發展基金收支保管及運用辦法》，設置行政院國家發展基金及行政院國家發展基金管理會。
- 2006年1月1日，《行政院國家發展基金收支保管及運用辦法》施行。10月1日，依據《中央政府特種基金管理準則》第16條規定並經行政院核定，行政院開發基金與中美經濟社會發展基金合併成立行政院國家發展基金。
- 2010年4月16日，立法院三讀通過《產業創新條例》，第29條明定行政院國家發展基金設置法源及用途。
- 2014年1月21日，行政院公告《行政院國家發展基金收支保管及運用辦法》第3條第1項、第6條第1項第7款、第8條第3項所列屬行政院經濟建設委員會之權責事項，自本月22日起改由國家發展委員會管轄。準此，行政院國家發展基金之主管機關為行政院，管理機關為國家發展委員會。
- 2023年5月，因應國家氣候變遷因應政策運用行政院國家發展基金與臺灣證券交易所共同籌設「臺灣碳權交易所」，初步資本額為新臺幣10億元（證交所投資6億元），8月7日掛牌成立。

## 組織

### 成員架構
管理會成員：委員十一人至十三人，包含財政部部長、經濟部部長、交通部部長、文化部部長、中央銀行總裁、行政院主計總處主計長、國家發展委員會主任委員、政務委員、相關部會首長或學者專家四人至六人。

### 組織編制
- 召集人
- 副召集人
  - 創業投資審議會
  - 投資評估審議委員會
  - 執行秘書
    - 副執行秘書

行政單位
- 業務組
- 總務組
- 會計組
- 稽核組

## 外部連結
- 行政院國家發展基金管理會 （页面存档备份，存于）（繁體中文）
- 行政院國家發展基金管理會 （页面存档备份，存于）（英文）